# Morgedal
Morgedal ist ein Dorf in der Kommune Kviteseid, die zur norwegischen Provinz Telemark gehört.
Es ist der Geburtsort des berühmten Skipioniers Sondre Norheim, der unter anderem die Skibindung revolutionierte und stahlverstärkte Skier einführte und wird daher auch die „Wiege des Skisports“ genannt.
Am Küchenherd des Geburtshauses von Sondre Norheim wurden die Olympische Flammen für die Olympischen Winterspiele 1952 in Oslo, Olympische Winterspiele 1960 in Squaw Valley und für die Olympischen Winterspiele 1994 in Lillehammer entzündet.

## Persönlichkeiten
- Sondre Norheim (1825–1897), Pionier des modernen Skilaufs
- Olav Bjaaland (1873–1961), Skifahrer, der zusammen mit Roald Amundsen als Erster den Südpol erreichte